# JAG
JAG (En España: Alerta Roja, y en Argentina, Colombia y otros países hispanoamericanos JAG: Justicia Militar), acrónimo de Judge Advocate General (traducido como Abogacía General de la Marina de los Estados Unidos), es una serie de televisión estadounidense de aventura y drama, producida por Donald P. Bellisario, en asociación con la Paramount. JAG se estrenó en la NBC en 1995, pero fue cancelada en 1996 tras acabar en la posición n.º 67 de audiencia. La cadena rival CBS levantó la serie y la emitió durante 9 temporadas más hasta abril de 2005.
La serie muestra a los oficiales del JAG, fuertemente idealizados, aplicando las estipulaciones del código de justicia militar y el Derecho internacional de forma que provean a este melodrama televisivo. La serie se basó inicialmente en los proveedores de apoyo militares de Hollywood y usando el stock de metraje existente de otros bien conocidos filmes navales y militares, incluyendo Top Gun, El final de la cuenta atrás, La caza del Octubre Rojo y Peligro inminente. El Departamento de Defensa después reconoció los valores positivos de la serie y le garantizó su apoyo oficial, aportando a los productores acceso a instalaciones militares y equipamiento. Dicha situación llegó tan lejos que es la única serie de televisión que ha sido oficialmente avalada tanto por la Armada como por el Cuerpo de Marines de los Estados Unidos. La serie incorpora desde el principio acciones militares en sus guiones por ejemplo la Guerra en Bosnia, o el ataque al destructor Cole, los atentados del 11 de septiembre de 2001 y la subsiguiente invasión de Irak y Afganistán. Durante los ataques del 11 de septiembre, la serie se vio catapultada en las audiencias y alcanzó el puesto n.º 10.
En España la serie se emitió por primera vez a través de Antena 3. Actualmente se emite por Cuatro, AXN y La Sexta, en El Salvador por el Canal 4, en Nicaragua por el Canal 2, en México por Canal 5, en Chile, prinero por TVN, y luego, por Telecanal, en Colombia por RCN, en Ecuador por RTS, en Venezuela se emitió por primera vez por Venevisión y poco tiempo después se emitió por Televen, en Panamá por TVMax y en Paraguay primero por SNT y después por Paraná TV. Para Latinoamérica en general fue emitida por el canal I.Sat.

## Personajes
La serie se centra en el comandante de la marina de Estados Unidos Harmon Rabb, Jr. "Harm" interpretado por David James Elliott, y en la teniente coronel del Cuerpo de Marines Sarah MacKenzie "Mac" interpretada por Catherine Bell. El personaje de Elliott fue ascendido a capitán en el último episodio, cuando fuera designado Auditor General para Europa, con destino en Londres. La obvia atracción que existe entre ambos personajes y que no se permite que afecte a su relación profesional, será un tema recurrente en la serie; de hecho, en el último episodio anuncian su boda.
Elliott ha interpretado el papel de Rabb desde el inicio de la serie en 1995. la compañera original en la serie era la teniente de la Armada Caitlin Pike, interpretada por Andrea Parker, que abandonó la serie para protagonizar la serie The Pretender (más tarde retornó como estrella invitada en tres episodios), fue reemplazada por Tracey Needham en el papel de la teniente Meg Austin, que a su vez dejó la serie en 1996 y fue reemplazada por Catherine Bell.
Otros personajes de la serie son el teniente Bud Roberts, interpretado por Patrick Labyorteaux, primero como Oficial de relaciones públicas en el portaaviones USS Seahawk, y luego como abogado Júnior en el JAG. Mientras estaba asignado en el Seahawk conoció a la que sería su esposa, la alférez/teniente Harriet Sims, interpretada por Karri Turner, la ayudante administrativo (asignada desde la oficina del inspector general) que mantiene la oficina unida. La torpeza de Bud tanto física como verbal y sus alocadas aficiones (es un trekkie, aficionado a la serie Star Trek, y fascinado por lo paranormal, e informático torpón), junto con la naturaleza maternal de su esposa, son una fuente habitual de situaciones cómicas. La actriz Nanci Chambers, esposa de David James Elliott, interpreta a Loren Singer, en un papel de villana odiosa con gran aclamación. Singer tiene una personalidad sociopática que conspira constantemente para promover continuamente su ambición a expensas de los que la rodean. Fue especialmente sonada la actuación en la que usó la muerte de la hija de Harriet, Sarah, para desacreditarla ante un tribunal. Sin embargo, en un episodio posterior, Harriet se vengó de ella dejándola inconsciente. Singer fue asesinada, recayendo las sospechas en Rabb, que fue finalmente absuelto (los dos capítulos que detallaron la investigación del asesinato se usaron como piloto para la secuela de la serie, NCIS: Criminología Naval).

## Otros personajes de JAG
- Contraalmirante Al Brovo, Armada (Kevin Dunn). Episodio piloto. Temporada 1.
- Comandante Theodore "Teddy" Lindsey, Armada (W. K. Stratton). Temporada 1 (provisional).
- Contraalmirante Albert Jethro 'A.J.' Chegwidden, Armada (John M. Jackson). Temporadas 1 a la 9.
- Comandante Sturgis Turner, Armada (Scott Lawrence). Temporadas 7 a la 10.
- Contramaestre de 1.ª Clase Jennifer Coates, Armada (Zoe McLellan). Temporadas 7 a la 10.
- Mayor general Gordon Cresswell, Cuerpo de Marines (David Andrews). Temporada 10.

## Artistas invitados
- Contraalmirante Thomas Boone, Armada (Terry O'Quinn) (amigo y colega del padre de Harm).
- Agente Especial de la CIA Clayton Webb (Steven Culp) (llamado inicialmente del Departamento de Estado).
- Contramaestre de 1.ª Clase Jason Tiner, Armada (Chuck Carrington).
- Sargento de Infantería Víctor Galíndez, Cuerpo de Marines (Randy Vasquez).
- Guardiamarina Mikey Roberts, USN (Michael Bellisario) (hermano menor de Bud, anteriormente marinero raso. En el capítulo piloto, aparece como un niño italiano pescador, remando en un bote en el Adriático).
- Comandante Mic Brumby, de la Marina Real Australiana (Trevor Goddard).
- Congresista Bobbi Latham (Anne-Marie Johnson).
- Comandante Tracy Manetti (Tamlyn Tomita).

En 2005 (David James Elliott) anunció que dejaba la serie para iniciar otros proyectos después de que los productores no le ofrecieran una renovación del contrato. Se introdujeron personajes jóvenes (Cris Beetem de la serie As the World Turns) en un infructuoso esfuerzo por evitar la cancelación. Finalmente CBS anunció el final de la serie tras 10 temporadas el 4 de abril de 2005; el 29 de abril se emitió el último episodio, "Fair Winds and Following Seas", en el que Harm y Mac son asignados a diferentes destinos: Harm en Londres y Mac en San Diego, California. Finalmente, se enfrentan a sus sentimientos y deciden casarse. El episodio finaliza con ellos lanzando una moneda para decidir quien sigue la carrera del otro. La decisión no llega a verse, pues la pantalla acaba en un fundido que muestra la cara de la moneda en la que dice “JAG 1995-2005”.

## Crítica y recepción del público
A pesar del largo recorrido de la serie y de su alta audiencia, JAG sólo tuvo una modesta cuota de pantalla y de atención de los medios comparado con otras series contemporáneas como Alias, 24 o Sexo en la ciudad. Una de las explicaciones más corrientes especialmente entre los conservadores, es que los medios han tratado los temas militares tras la Guerra de Vietnam de forma peyorativa. Por el contrario se ha dicho que el JAG solo es un melodrama estándar de abogados, con personajes planos, situado en un ambiente militar y añadiendo elementos de acción. Otra explicación común entre los fanes es que JAG nunca recibió suficiente atención ni por parte de Paramount ni por parte de la CBS.